# Anita Das
Anita Das (Oriya ଅନୀତା ଦାସ Anītā Dās; * 1. Oktober 1951; † 11. Mai 2018 in Cuttack, Odisha) war eine indische Filmschauspielerin des Oriya-Films. Meist spielte sie Nebenrollen, insgesamt trat sie in über 100 Filmen auf.

## Leben
Ihr Filmdebüt hatte Anita Das 1975 in dem Film Jajabara. Sie spielte in Nitai Palits Krishna Sudama (1976), Bandhu Mohanty (1977) und Kiye Jite Kiye Hare (1981) sowie in Prashant Nandas Swapna Sagara (1983) und Maa-o-Mamata (1980). Hauptrollen hatte sie in Basant Sahus Gadhi Janile Ghara Sundara (1994), und Ki Heba Sua Posile (1991). Häufig trat sie in der Rolle der Mutter einer der Hauptfiguren auf. So spielte sie 1988 in dem Film Pua Moro Kala Thakura die ‚Budhi Mausi‘, die Mutter des Jaga (gespielt von Bijoy Mohanty). Neben diesen Filmrollen spielte Anita Das auch in Musikvideos und verschiedenen Fernsehserien. 
Anita Das starb an einem Herzinfarkt in ihrem Haus in Cuttack. Der Chief Minister von Odisha, Naveen Patnaik sprach der Familie der Schauspielerin öffentlich sein Beileid aus und gab bekannt, dass er selbst tief betroffen sei.
Anita Das wurde für ihr Schaffen mehrfach mit Preisen ausgezeichnet, darunter auch dem Banichitra Lifetime Achievement Award.